# 32562 Caseywarner
32562 Caseywarner è un asteroide della fascia principale. Scoperto nel 2001, presenta un'orbita caratterizzata da un semiasse maggiore pari a 2,7052741 UA e da un'eccentricità di 0,0955303, inclinata di 3,91824° rispetto all'eclittica.